# Zmajevac (Kneževi Vinogradi)

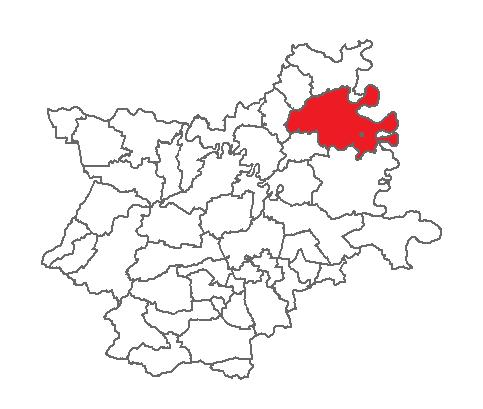
Lage der Siedlung Zmajevac in der Gespanschaft Osijek-Baranja

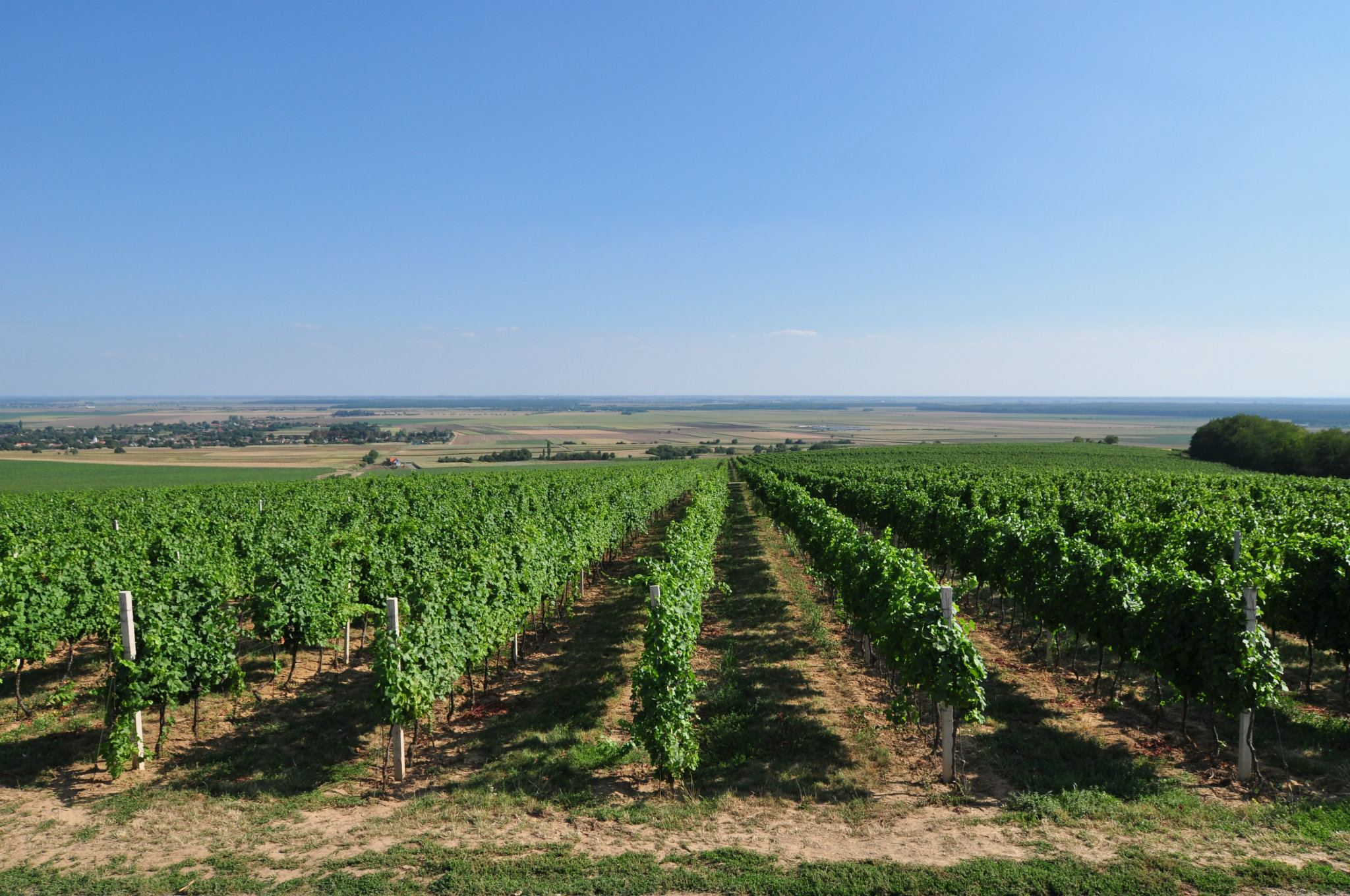
Weinanbau bei Zmajevac

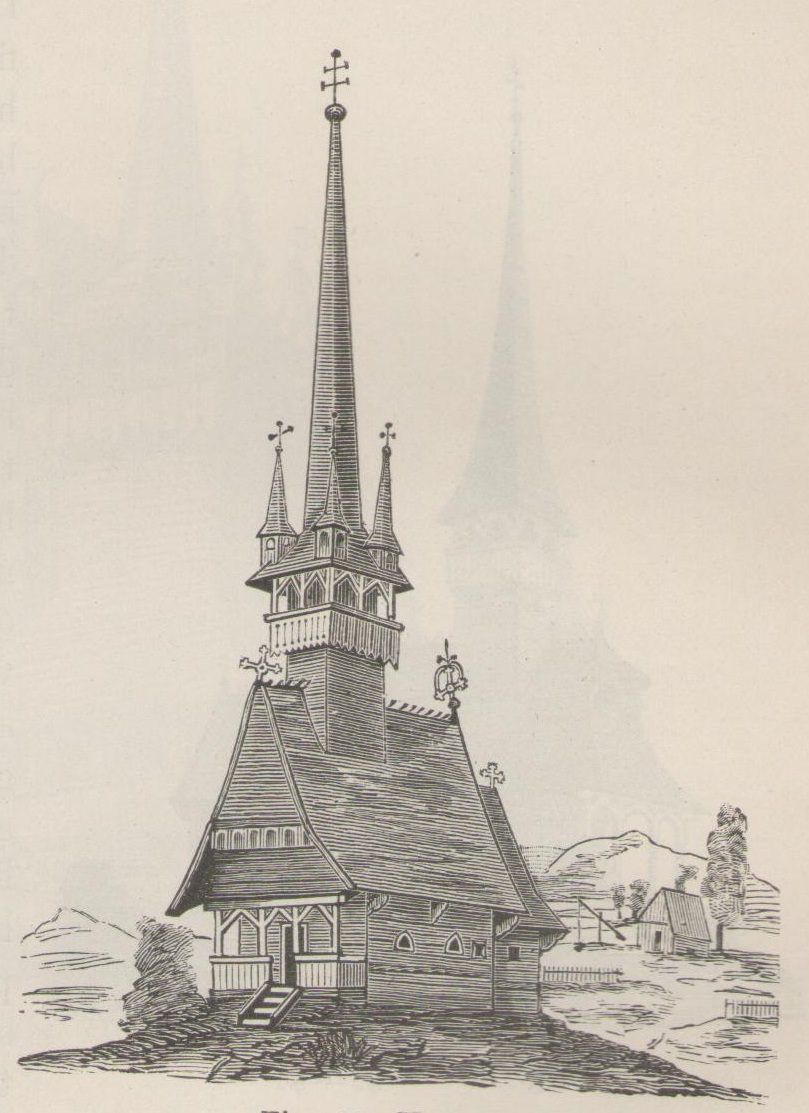
Holzkapelle von 1866

Zmajevac (ungarisch Vörösmart) ist ein Dorf mit 563 Einwohnern (2021) im Nordosten Kroatiens nahe der kroatisch-ungarischen und serbischen Grenze. Es gehört zur Gemeinde Kneževi Vinogradi in der Gespanschaft Osijek-Baranja.

## Geographie
Zmajevac liegt ca. 36 km nördlich von Osijek und 22 km südlich von der ungarischen Grenze entfernt. Bis nach Serbien sind es etwa 8 Kilometer.

## Geschichte

### Frühgeschichte
Das Dorf wurde bereits in der Bronzezeit besiedelt, was durch archäologische Ausgrabungen bezeugt werden kann. Eine Gefäßflöte aus Ton, die heute im Naturhistorischen Museum in Wien aufbewahrt wird, stammt aus der Zeit um 1400 v. Chr. Bereits in der ausgehenden Latènezeit, noch vor der Landeinnahme des Gebietes durch die Römer, lassen sich in den spätkeltischen Kriegergräbern von Zmajevac Gefäße römischer Herstellung feststellen.

### Antike
Am Ortsrand wurden bei zusätzlichen Grabungen weitere Gegenstände aus der Römerzeit entdeckt. An dieser strategisch günstigen Stelle befand sich ein militärischer Wachposten, der Teil des römischen Grenzverteidigungssystems Donaulimes war. Historischen Quellen zufolge gab es ein rechteckiges römisches Kastell mit dem Namen Ad Novas. In spätrömischer Zeit war hier die Auxilia Novensia stationiert, die dem militärischen Befehlshaber der Provinz Pannonia secunda unterstellt war. An der Ausgrabungsstätte wurden zahlreiche römische Anbauten, Keramikgefäße, Fragmente von Keramik- und Glasgegenständen, Armbänder, Ringe, Ohrringe, Halsketten, Perlen, Münzen, Fibeln, Knochenkämme, Gürtelschnallen, Stoffklammern und verschiedene Metallgegenstände entdeckt. Bei den bisher zehn archäologischen Ausgrabungen wurden insgesamt 180 Gräber freigelegt, die aufgrund der ausgegrabenen Reste aus der Zeit vom 3. Jahrhundert bis in die zweite Hälfte des 4. Jahrhunderts stammen.

### Mittelalter
Die erste urkundliche Erwähnung der Siedlung stammt aus dem Jahr 1246 als „Verusmorth“. Im Mittelalter waren die Herren von Zmajevac Mitglieder der Familie Gorjanski und im 15. Jahrhundert gehörte das Dorf Péter Geréb, einem Palatin von Ungarn und Verwandten des ungarischen Königs Matthias I. Damals war der Ort ein wirtschaftliches Zentrum der Region. Im Jahr 1526 wurde es von den Türken besetzt. Im türkischen Steuerbuch von 1591 sind 53 Häuser aufgeführt und die Bewohner waren hauptsächlich Ungarn.

### Frühneuzeit
Während des Großen Türkenkrieges im Jahre 1687 wurde die Region von der türkischen Herrschaft befreit und Prinz Eugen von Savoyen erhielt das Gebiet als königliche Schenkung für seine militärischen Verdienste. Bis zu Eugen Savoyens Tod war Zmajevac Teil seines Herrschaftsanwesens in Bilje. Im Jahr 1736 gingen das Gut und die Ländereien an die Hofkammer über und Maria Theresia schenkte 1780 das Anwesen ihrer Tochter Erzherzogin Maria Christina  und ihrem Ehemann Prinz Albert Kasimir. Später erbte das Gut Erzherzog Karl und es blieb bis zum 1. Weltkrieg im Besitz seines Bruders Friedrich.

### Neuzeit
Nach dem Ende des Ersten Weltkrieges und bis zum Friedensvertrag von Trianon gehörte die Region zum Komitat Baranya. Im Jahr 1918 wurde es dem neuen Königreich Jugoslawien zugesprochen. Während des 2. Weltkrieges, von 1941 bis 1945, gehörte das Gebiet wieder zu Ungarn. Nach Ende des Zweiten Weltkrieges folgte dann die Eingliederung in die SFR Jugoslawien. 
Nach der Unabhängigkeit Kroatiens 1991 und dem darauffolgenden Kroatienkrieg fiel der Ort in die Hände der aufständischen Serben. Die nichtserbische Bevölkerung wurde teilweise vertrieben. Im Jahr 1998 wurde Zmajevac und die südliche Baranja per Friedensabkommen an Kroatien friedlich zurückgegeben.

## Bevölkerung
Im Jahr 1910 betrug die Einwohnerzahl 2246, von denen 2072 Ungarn, 154 Deutsche, 1 Tscheche, 4 Kroaten und 14 Serben waren. Von den Einwohnern sprachen damals 2160 Ungarisch. 1991 betrug die Einwohnerzahl 1235, von denen 888 Ungarn (71,90 %), 240 Kroaten (19,43 %) und 29 Serben (2,34 %) waren. Im Jahr 2001 hatte das Dorf 974 Einwohner, von denen 701 (72,0 %) Ungarn, 178 (18,3 %) Kroaten, 10 (1,0 %) Serben waren und 85 (8,7 %) anderen Nationalitäten angehörten.
| Bevölkerungsentwicklung | Bevölkerungsentwicklung | Bevölkerungsentwicklung | Bevölkerungsentwicklung | Bevölkerungsentwicklung | Bevölkerungsentwicklung | Bevölkerungsentwicklung | Bevölkerungsentwicklung | Bevölkerungsentwicklung | Bevölkerungsentwicklung | Bevölkerungsentwicklung | Bevölkerungsentwicklung | Bevölkerungsentwicklung | Bevölkerungsentwicklung | Bevölkerungsentwicklung | Bevölkerungsentwicklung | Bevölkerungsentwicklung |
| ----------------------- | ----------------------- | ----------------------- | ----------------------- | ----------------------- | ----------------------- | ----------------------- | ----------------------- | ----------------------- | ----------------------- | ----------------------- | ----------------------- | ----------------------- | ----------------------- | ----------------------- | ----------------------- | ----------------------- |
| 1857                    | 1869                    | 1880                    | 1890                    | 1900                    | 1910                    | 1921                    | 1931                    | 1948                    | 1953                    | 1961                    | 1971                    | 1981                    | 1991                    | 2001                    | 2011                    | 2021                    |
| 2042                    | 2200                    | 2278                    | 2490                    | 2419                    | 2246                    | 2102                    | 2287                    | 2278                    | 2128                    | 2105                    | 1807                    | 1445                    | 1235                    | 974                     | 853                     | 563                     |

## Kultur und Sehenswürdigkeiten
- Der Bau der reformierten Kirche begann 1866, an Stelle der Vorgängerkirche, und wurde 1871 fertig gestellt. Die Kirche ist einschiffig mit einem Glockenturm, der sich über die Hauptfassade erhebt. Im Inneren des Gebäudes befinden sich zwei Emporen und eine seitliche Kanzel.[9]
- Im Jahr 1733 wurde zunächst nur eine katholische Kapelle aus Holz errichtet. Das Gebäude wurde mit Lehm verputzt und mit Schilf bedeckt. An der Stelle der Holzkapelle wurde 1752, mit finanzieller Unterstützung von Erzherzog Albert, mit dem Bau der neuen katholischen Pfarrkirche begonnen.
- Die sogenannte katholische Schlucht (kroatisch „Katolički surduk“) ist eine Gasse in Zmajevac und bildet eine Gruppe traditioneller Weinkeller, die für die Baranja charakteristisch sind. Die Weinkeller bestehen aus mehreren kleinen Häusern und einem Hauptgebäude für die Verarbeitung der Trauben, die Lagerung von Werkzeugen und einem Sackgassentunnel, der in einen Hügel am Rande des Dorfes gegraben wurde. Die meisten dieser Keller wurden in der zweiten Hälfte des 19. und in der ersten Hälfte des 20. Jahrhunderts erbaut.[10] Es befindet sich im Ort eine weitere Gasse, die der reformierten Kirche zuzuordnen ist und ebenfalls aus kleinen Weinkellern und Häusern besteht. Die fast identischen Gebäude unterscheiden sich in der Gestaltung der breiten Doppeltüren an der Giebelfassade, in der unterschiedlichen Art und Weise, und an den unterschiedlichen Farben. Die meisten dieser Keller wurden in der zweiten Hälfte des 20. Jahrhunderts erbaut.[11]

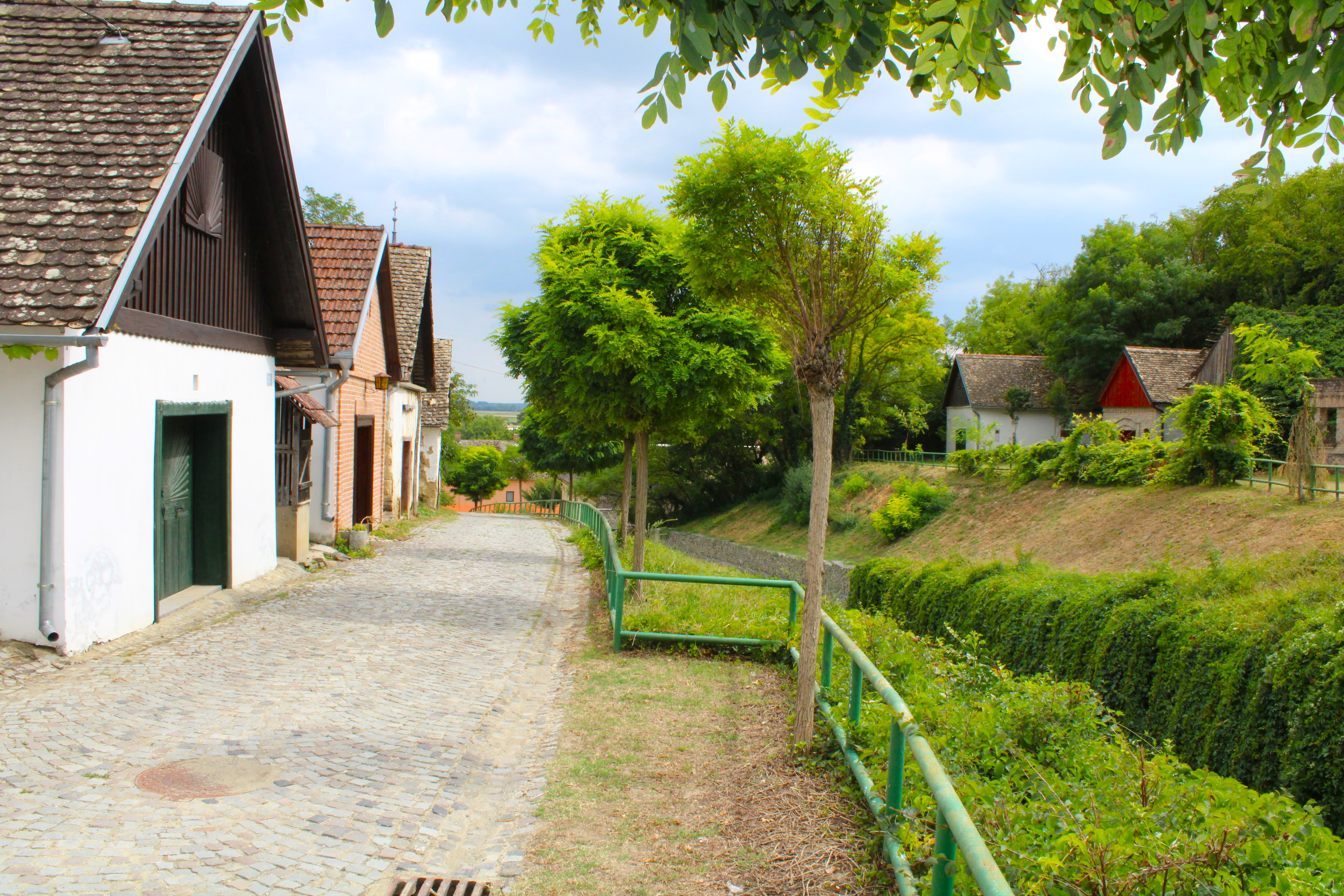
Weinstraße in der katholischen Schlucht
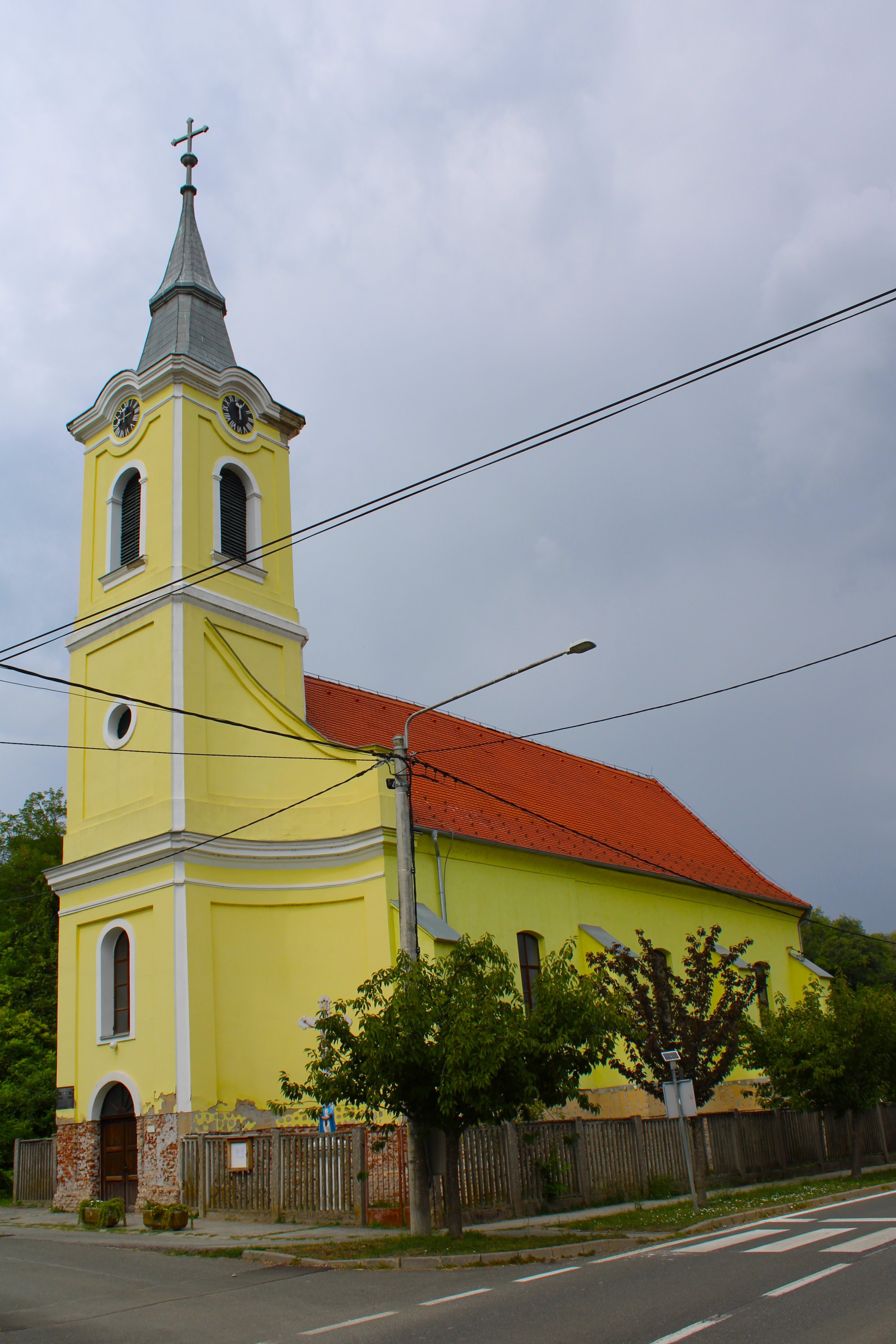
Katholische Pfarrkirche
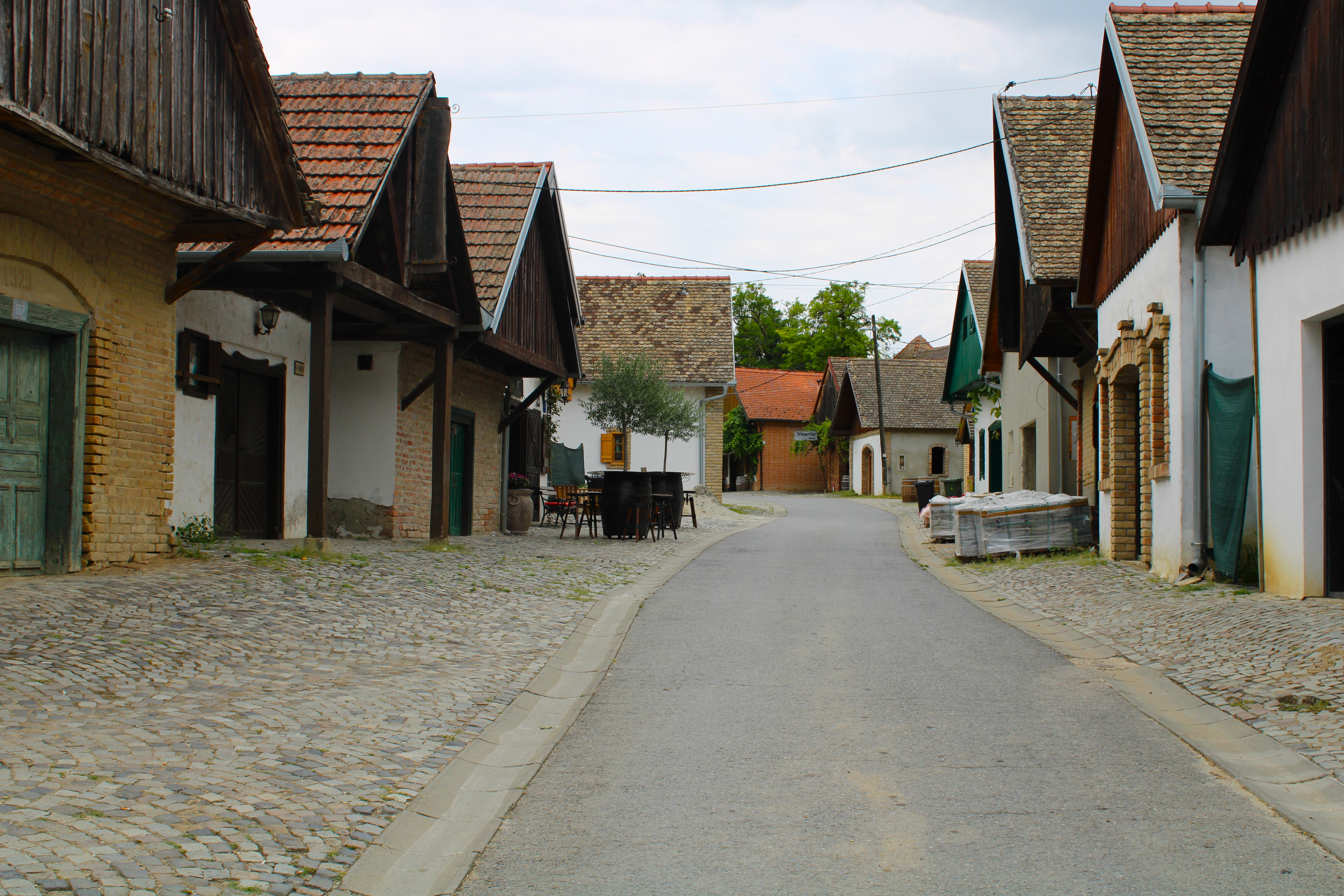
Weinkeller in Zmajevac

## Bildung
Die Grundschule in Zmajevac war im Jahr 1949 das einzige ungarischsprachige Gymnasium in Kroatien. Es handelte sich um ein Gymnasium mit 8 Klassen, das sich im Zentrum des Dorfes befand. 
Seit 1952 ist die Schule eine achtklassige Grundschule und wurde im Jahr 1973 neu errichtet.

## Persönlichkeiten
- Otti Berger (1898–1944), Textilkünstlerin und Weberin, Opfer des Nationalsozialismus